# Northlakes
Northlakes és una concentració de població designada pel cens dels Estats Units a l'estat de Carolina del Nord. Segons el cens del 2000 tenia 1.390 habitants.

## Demografia
Segons el cens del 2000, Northlakes tenia 1.390 habitants, 511 habitatges i 429 famílies. La densitat de població era de 360,2 habitants per km².
Dels 511 habitatges en un 38,9% hi vivien nens de menys de 18 anys, en un 76,1% hi vivien parelles casades, en un 6,3% dones solteres, i en un 15,9% no eren unitats familiars. En el 13,3% dels habitatges hi vivien persones soles el 4,7% de les quals corresponia a persones de 65 anys o més que vivien soles. El nombre mitjà de persones vivint en cada habitatge era de 2,72 i el nombre mitjà de persones que vivien en cada família era de 2,99.
Per edats la població es repartia de la següent manera: un 27,3% tenia menys de 18 anys, un 3,6% entre 18 i 24, un 30,1% entre 25 i 44, un 29,8% de 45 a 60 i un 9,2% 65 anys o més.
L'edat mediana era de 39 anys. Per cada 100 dones de 18 o més anys hi havia 97,8 homes.
La renda mediana per habitatge era de 67.692 $ i la renda mediana per família de 67.237 $. Els homes tenien una renda mediana de 56.429 $ mentre que les dones 33.000 $. La renda per capita de la població era de 27.285 $. Entorn de l'1,4% de les famílies i el 2,4% de la població estaven per davall del llindar de pobresa.

## Poblacions més properes
El següent diagrama mostra les poblacions més properes.